# Pericallia coorgensis
Pericallia coorgensis är en fjärilsart som beskrevs av George Francis Hampson 1916. Pericallia coorgensis ingår i släktet Pericallia och familjen björnspinnare. Inga underarter finns listade i Catalogue of Life.